# نفخ (طب)

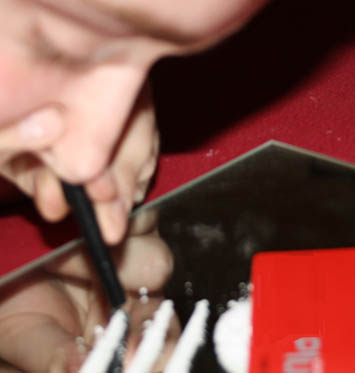

النفخ: هي طريقة لنفخ شيء ما (مثل الغاز، البودرة، أو البخار) داخل تجويف الجسم، له عدة استخدامات طبية، يلحظ أغلبها كطريقة لأخذ أدوية متنوعة. 

## الأخطاء الشائعة
يعتبر استنشاق «شم» العقاقير الترفيهية «مثل المخدرات» عن طريق الأنف أحد الأمثلة على النفخ، على الرغم من أن أصل هذا المصطلح ومفهومه العلمي لا يتضمن استنشاق أي نوع من الأدوية، حيث أن النفخ يتطلب تطبيق ضغط إيجابي لدفع المادة إلى داخل الأنف، بينما الاستنشاق يشير إلى السحب والامتصاص للداخل، أي أنه يتطلب إنشاء ضغط سلبي من الصدر. 

## الاستخدامات الطبية

### تاريخيا
في القرن الثامن عشر، استخدمت حقنة التبغ الشرجية –نفخ دخان التبغ داخل الشرج- كطريقة شائعة لإحياء ضحايا الغرق.

### الجراحة
غالبا ما تستخدم الغازات في نفخ تجويف معين في الجسم لتهيئته لعملية ما، مثل عملية التنظير داخل البطن، ويعتبر غاز ثاني أكسيد الكربون الأكثر استخداما في هذا المجال، وذلك لأنه من الغازات غير القابلة للاشتعال، ليس له لون، ويذوب بسرعة في الدم، وهو مع ذلك غاز غير خامل.

### التشخيص
يتم نفخ بعض الغازات داخل أجزاء معينة في الجسم لزيادة كفاءة التصوير الإشعاعي أو لتمكين بعض المناطق من الفحص البصري «كما في تنظير القولون».

### الإجراءات قليلة الاختراق للأنسجة
يمكن استخدام الغاز «عادة الهواء» للتقليل من الانسدادات عن طريق الاجراءات قليلة الاختراق للأنسجة، مثل التقليل من انسداد الأمعاء الناتج عن الانغماد المعوي.

### مساعدة الجهاز التنفسي
يمكن نفخ غاز الأكسجين داخل الأنف عن طريق أنبوب موصول بالأنف  للمساعدة على التنفس.
كما ويستخدم مرضى الربو مضخات الاستنشاق لنقل الدواء على شكل رذاذ من الفم إلى الرئة، ومع ذلك، النفخ عن طريق المضخة غير كافي لإيصال الدواء إلى الرئة لذلك يستوجب على المريض أن يستنشق الدواء بقوة عند استخدام المضخة.

### التخديروالرعاية الملحة «الحرجة»
يتم نفخ بعض الغازات والأبخرة لتهوية وتزويد المريض بالأكسجين «أو الهواء أو الهيليوم»، أو للمساعدة في التخدير العام «أكسيد النيتروز، الزينون، المواد المخدرة المتطايرة».

### طريقة لإعطاء الدواء عن طريق الأنف
يعتبر النفخ بالأنف من أكثر الطرق المستخدمة عند إعطاء الدواء عن طريق الأنف، ومن الطرق الأخرى أيضا الاستنشاق «شائع في الاستخدامات الترفيهية – المخدرات»  والتقطير بالأنف، يكون تأثير الدواء عند إعطائه بهذه الطريقة إما محلي أو عام، والوقت الذي يحتاجه لإظهار المفعول بهذه الطريقة أطول منه عند إعطائه بالوريد، أما بالنسبة لمدى صلاحية الدواء في الجسم عند إعطائه عن طريق الأنف تكون أكبر منها عند إعطائه عن طريق الفم.  

### من الأمثلة على الأدوية المعطاة بالنفخ
- الستيرويدات «المنشطات»، والأدوية المضادة للربو.
- الهرمونات البديلة.
- مضادات الاحتقان.
- النيكوتين.
- أدوية الصداع النصفي.
- المطاعيم.
أيضًا يمكن إعطاء الدواء عن طريق الأنف للأطفال، والمرضى المتخوفين من الإبر «الحقن»، أو عندما لا تتوفر طرق أخرى. 

## الطبالبديل
قيل أن العلاج بالأوزون استخدم كعلاج طبي بديل لزيادة كمية الأكسجين في الجسم وذلك عن طريق النفخ في المهبل والشرج. 